# Renault Vel Satis
Renault Vel Satis je osobní automobil vyšší střední třídy vyráběný francouzskou automobilkou Renault. Byl uveden v roce 2001 na ženevském autosalonu a nahradil někdejší model Safrane. Automobil Vel Satis nemá nic společného se stejnojmenným konceptem z roku 1990.
Vel Satis je zkratka pro Velocity and Satisfaction (česky "rychlost a uspokojení"). Prakticky jediným konkurentem byl pro Vel Satis Opel Signum, což je též hatchback vyšší střední třídy, ale na rozdíl od Vel Satisu, který byl samostatně vyvíjeným modelem, byl Signum hatchbackem odvozeným od sedanu Opel Vectra C. Speciálně vyrobený Vel Satis používal prezident Francie.
V roce 2005 byl vůz lehce faceliftován. Nástupcem Vel Satisu se stal model Latitude. Latitude je však sedan, oproti Vel Satisu, který je hatchback.

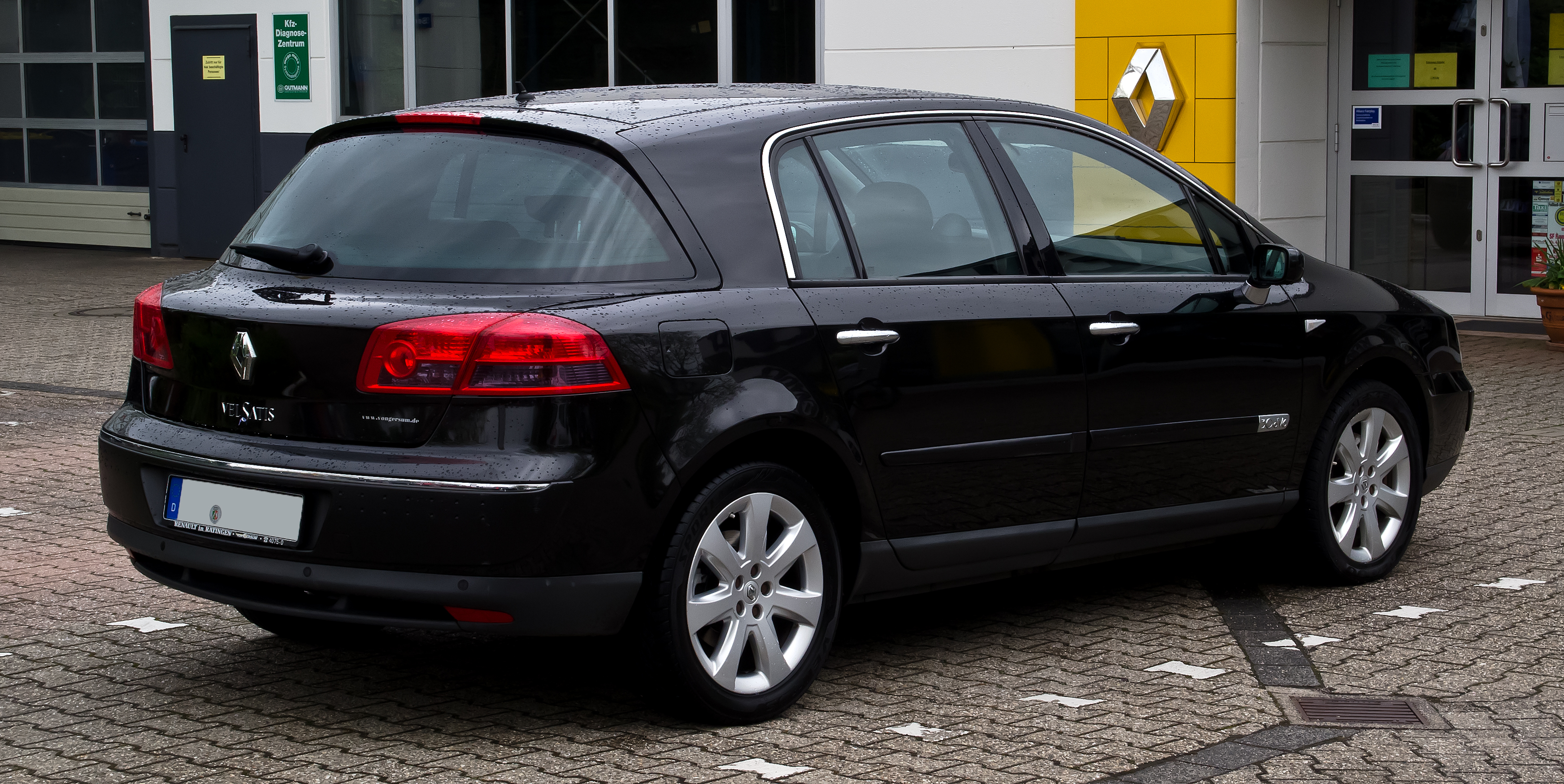
Renault Vel Satis

## Motory
| Název          | Objem    | Výkon  | Točivý moment           | Max. rychlost | 0–100 km/h |
| -------------- | -------- | ------ | ----------------------- | ------------- | ---------- |
| 2.0 16V Turbo  | 1998 cm³ | 125 kW | 270 Nm při 3250 ot./min | 210 km/h      | 9,4 s      |
| 3.5 V6 24V     | 3498 cm³ | 177 kW | 330 Nm při 3600 ot./min | 235 km/h      | 8,3 s      |
| 2.0 dCi FAP    | 1995 cm³ | 110 kW | 340 Nm při 2000 ot./min | 200 km/h      | 10,3 s     |
| 2.0 dCi FAP    | 1995 cm³ | 127 kW | 360 Nm při 1750 ot./min | 211 km/h      | 9,5 s      |
| 2.2 dCi FAP    | 2188 cm³ | 102 kW | 320 Nm při 1750 ot./min | 193 km/h      | 12,7 s     |
| 2.2 dCi        | 2188 cm³ | 110 kW | 320 Nm při 1750 ot./min | 200 km/h      | 10,9 s     |
| 3.0 dCi V6 24V | 2958 cm³ | 133 kW | 400 Nm při 1800 ot./min | 212 km/h      | 10,4 s     |